# Гран Торре Сантьяго
Гран Торре Сантьяго (исп. Gran Torre Santiago; также известен как Costanera Center Torre 2, прежде как Torre Gran Costanera) — 64-этажный небоскрёб в Сантьяго, Чили, самый высокий в Латинской Америке. Является вторым зданием в Южном полушарии по конструктивной высоте (после Q1 в Австралии) и высоте верхнего занятого этажа (после австралийской башни Эврика).

## Особенности здания
Гран Торре Сантьяго — часть Центра Костанера, который включает в себя крупнейший торговый центр Латинской Америки, два отеля и два дополнительных офисных здания. Высота сооружения составляет 300 м (при количестве этажей 64 и шести подземных этажах). Высота этажей составляет 4,1 м, площадь внутри здания — 107 125 м².
Башня имеет около 700 000 м² доступной под строительство площади на 47 000 м² земли. Планировщики подсчитали, что ежедневно это место будут посещать около 240 000 человек. Башня была спроектирована аргентинским архитектором Сесаром Пелли из Pelli Clarke Pelli Architects, чилийскими архитекторами Alemparte Barreda y Asociados и канадской компанией Watt International. Строительное проектирование выполнено чилийской компанией René Lagos y Asociados Ingenieros Civiles Ltda. SalfaCorp отвечала за строительство сооружения.

## Строительство
Строительство небоскрёба началось в июне 2006 года и должно было быть завершено к 2010 году, но в январе 2009 года было приостановлено в связи с глобальным финансовым кризисом. Строительство в рамках проекта возобновилось 17 декабря 2009 года.
В начале ноября 2010 года Гран Торре Сантьяго, имея высоту 205 м, обогнал расположенный рядом Титаниум Ла Портада и стал самым высоким зданием в Чили. В феврале 2011 года ежедневная газета La Segunda сообщила о том, что башня имеет высоту 226 м и обогнала башни-близнецы в Каракасе, став высочайшим сооружением в Южной Америке. В феврале 2012 года газета La Tercera сообщила, что башня достигла этой высоты 12 апреля 2011 года. Стоимость возведения небоскрёба составила около $1 млрд.
Конструкционные работы над башней были завершены в июле 2011 года, а максимальная высота в 300 м была достигнута 14 февраля 2012 года, что сделало здание самым высоким в Латинской Америке. В 2013 году строительство башни было завершено.

## Смотровая площадка
11 августа 2015 года была открыта для посещения смотровая площадка под названием «Sky Costanera», расположенная на 61 и 62 этажах, откуда открывается панорамный вид на Сантьяго.

## Фотогалерея

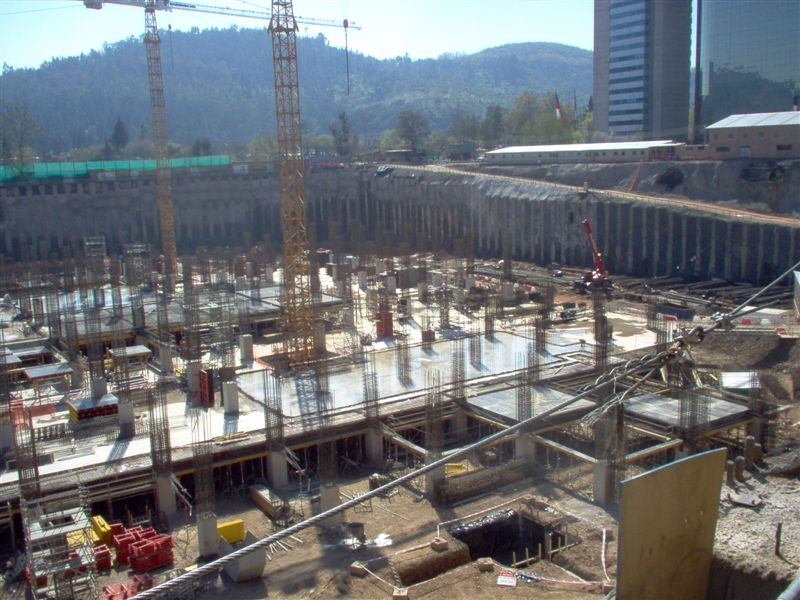
Сентябрь 2006
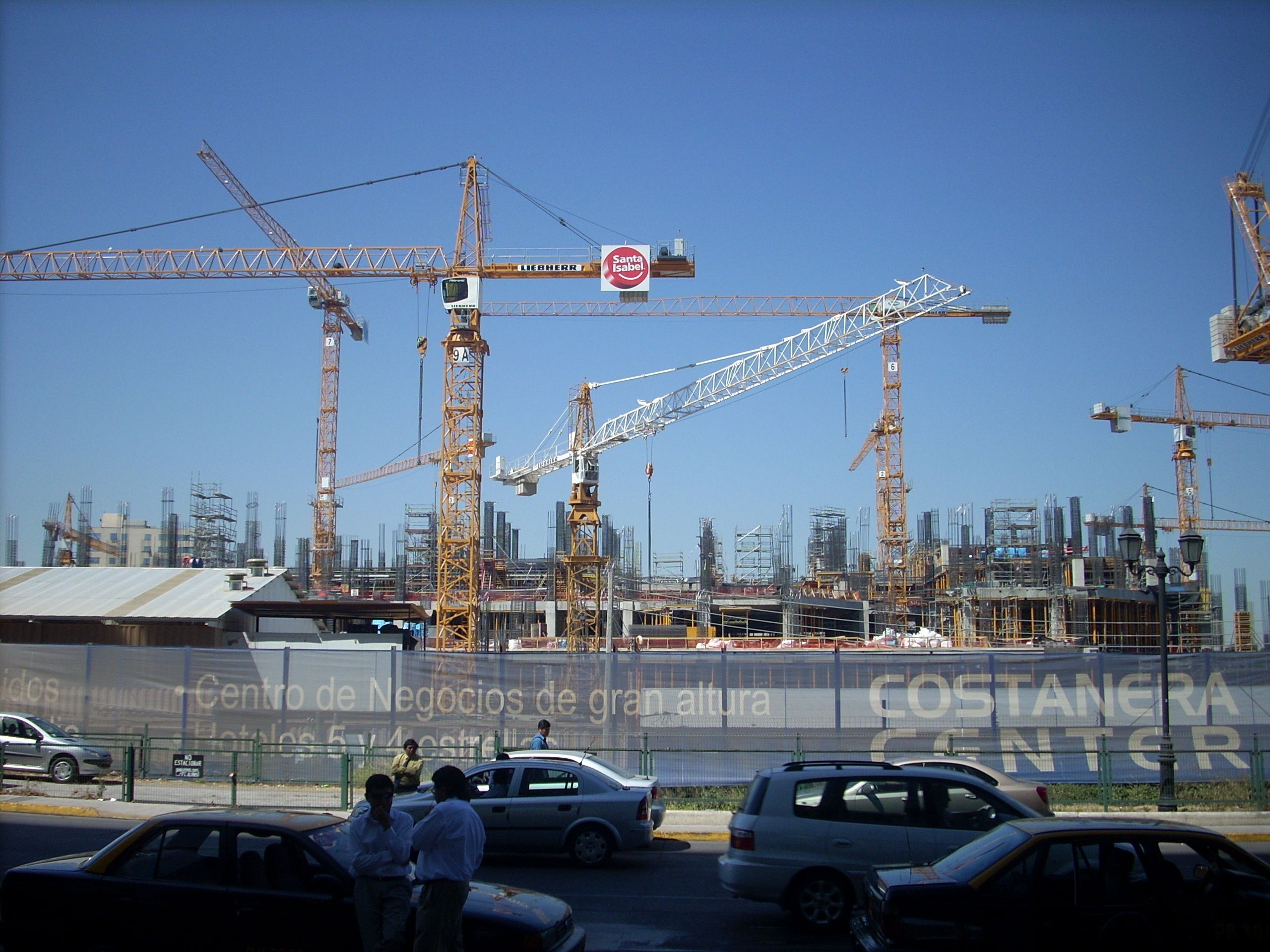
Декабрь 2007
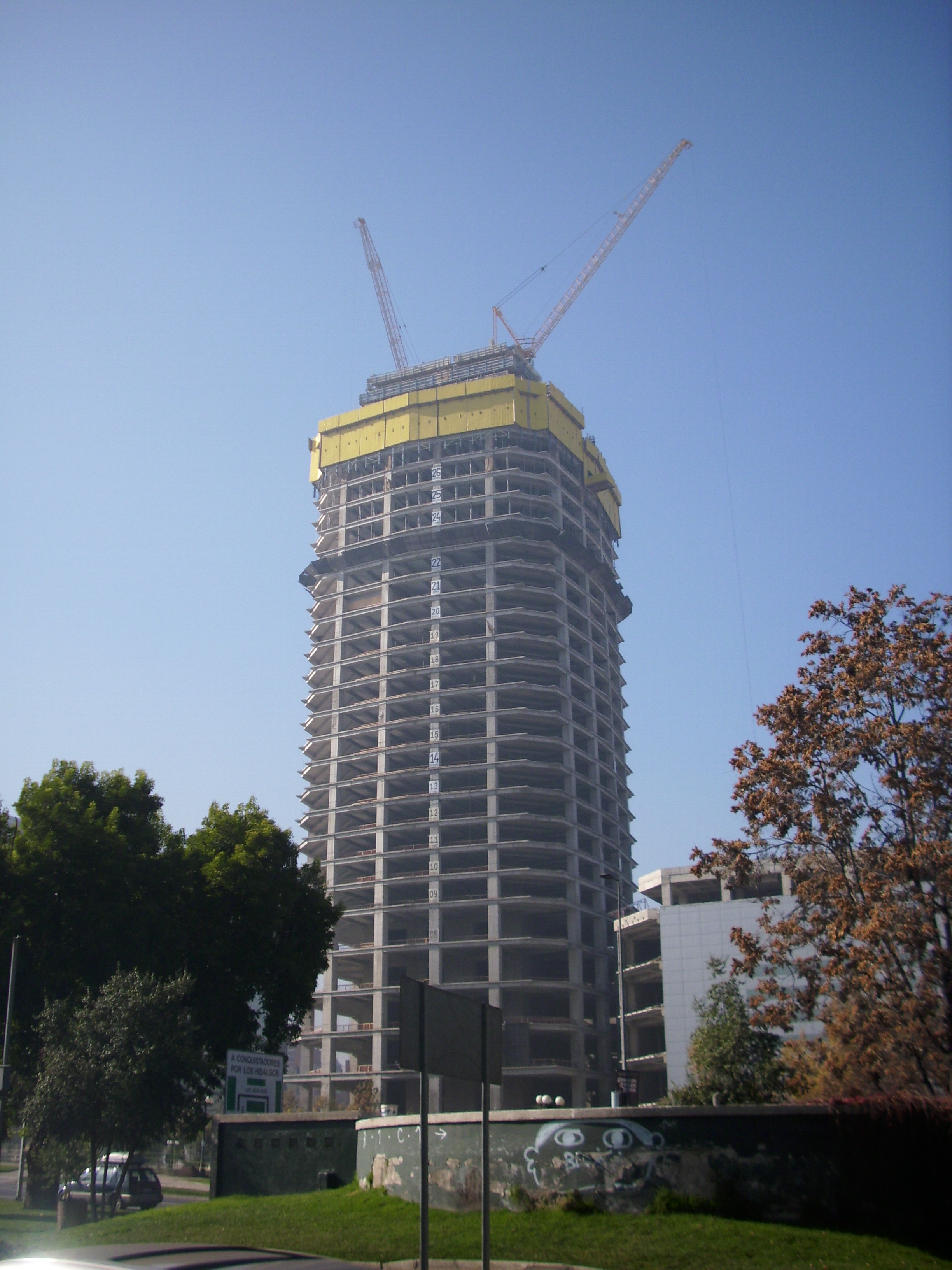
Июнь 2010
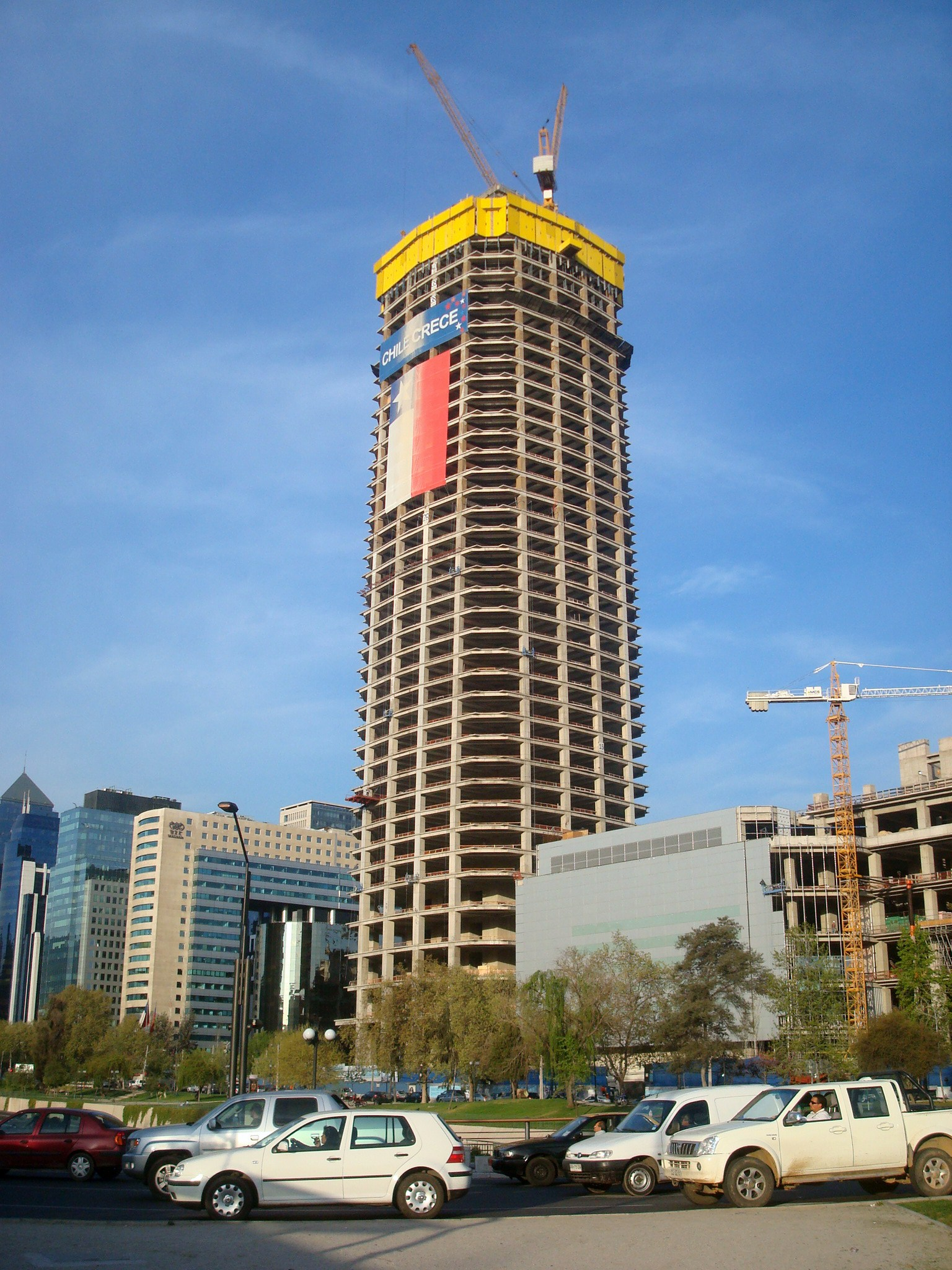
Сентябрь 2010
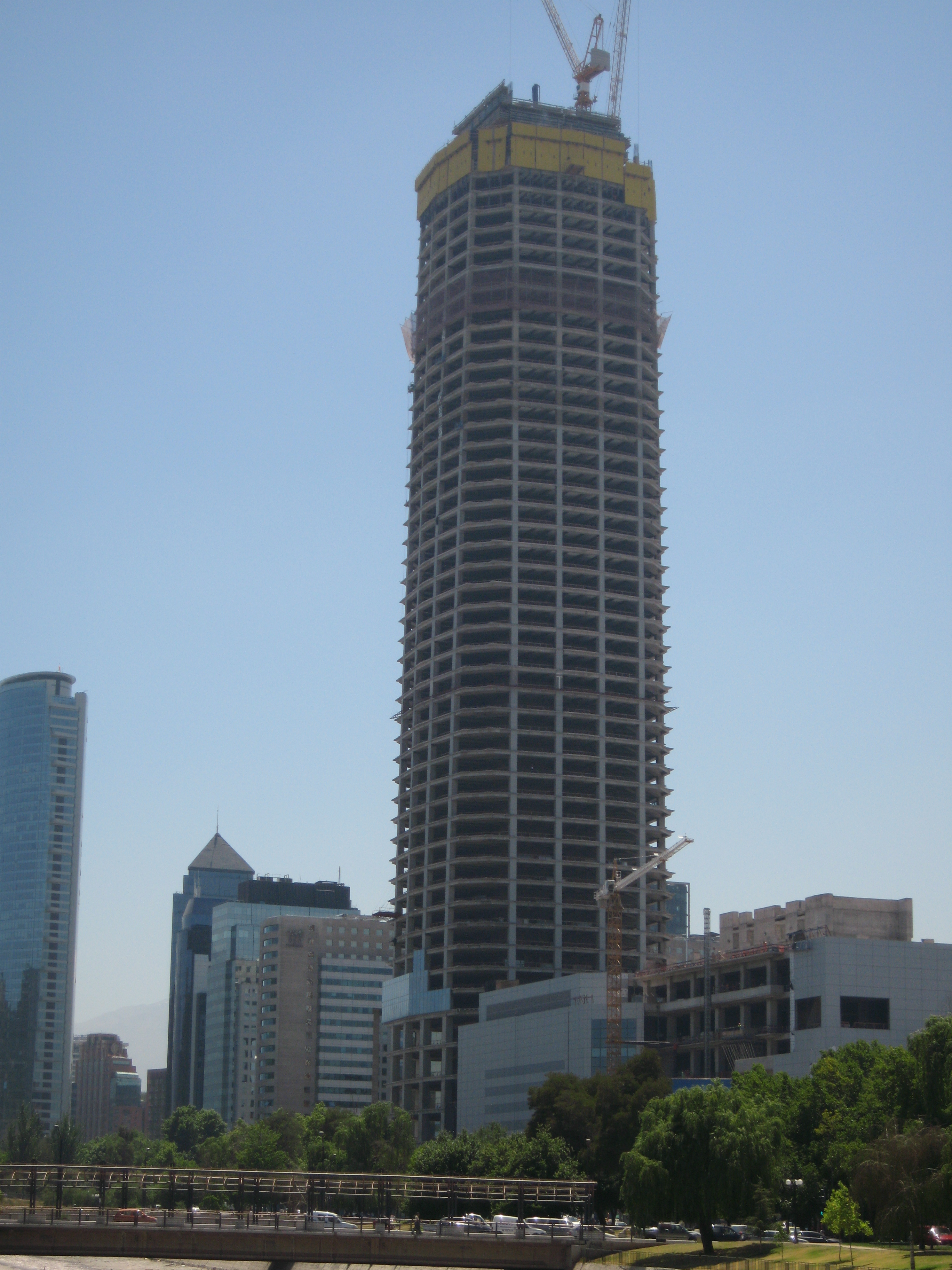
Январь 2011
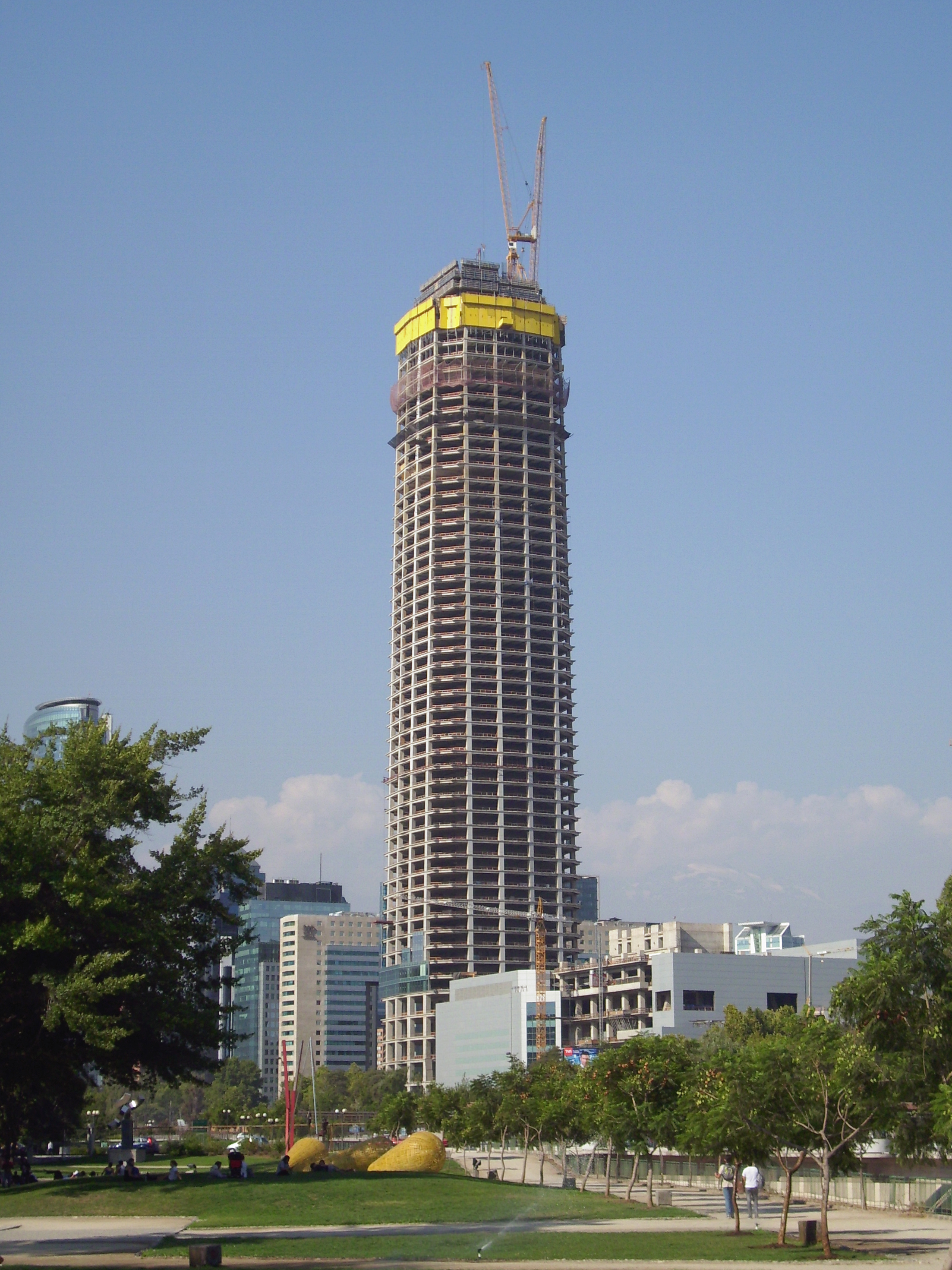
Март 2011
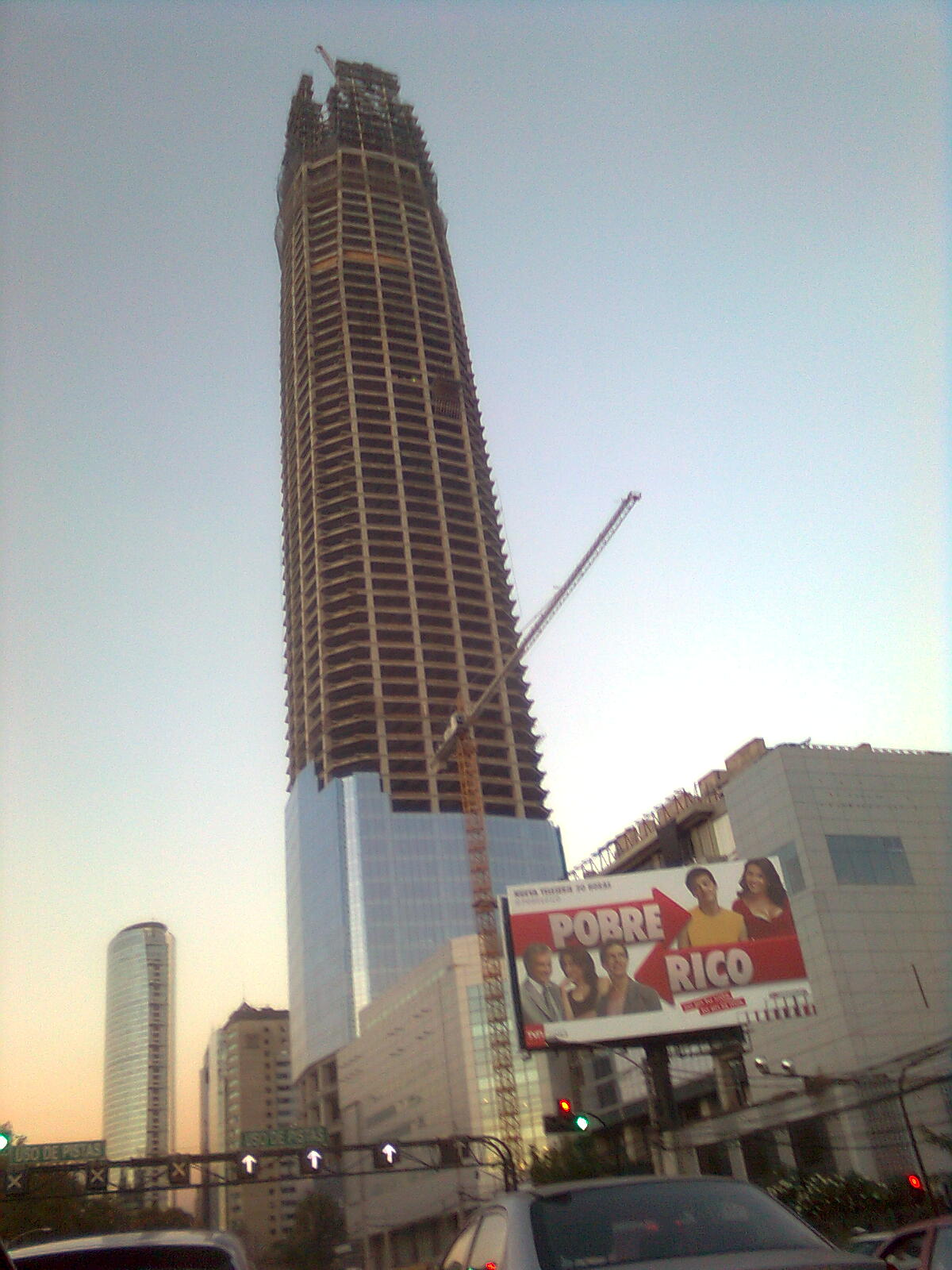
Март 2012
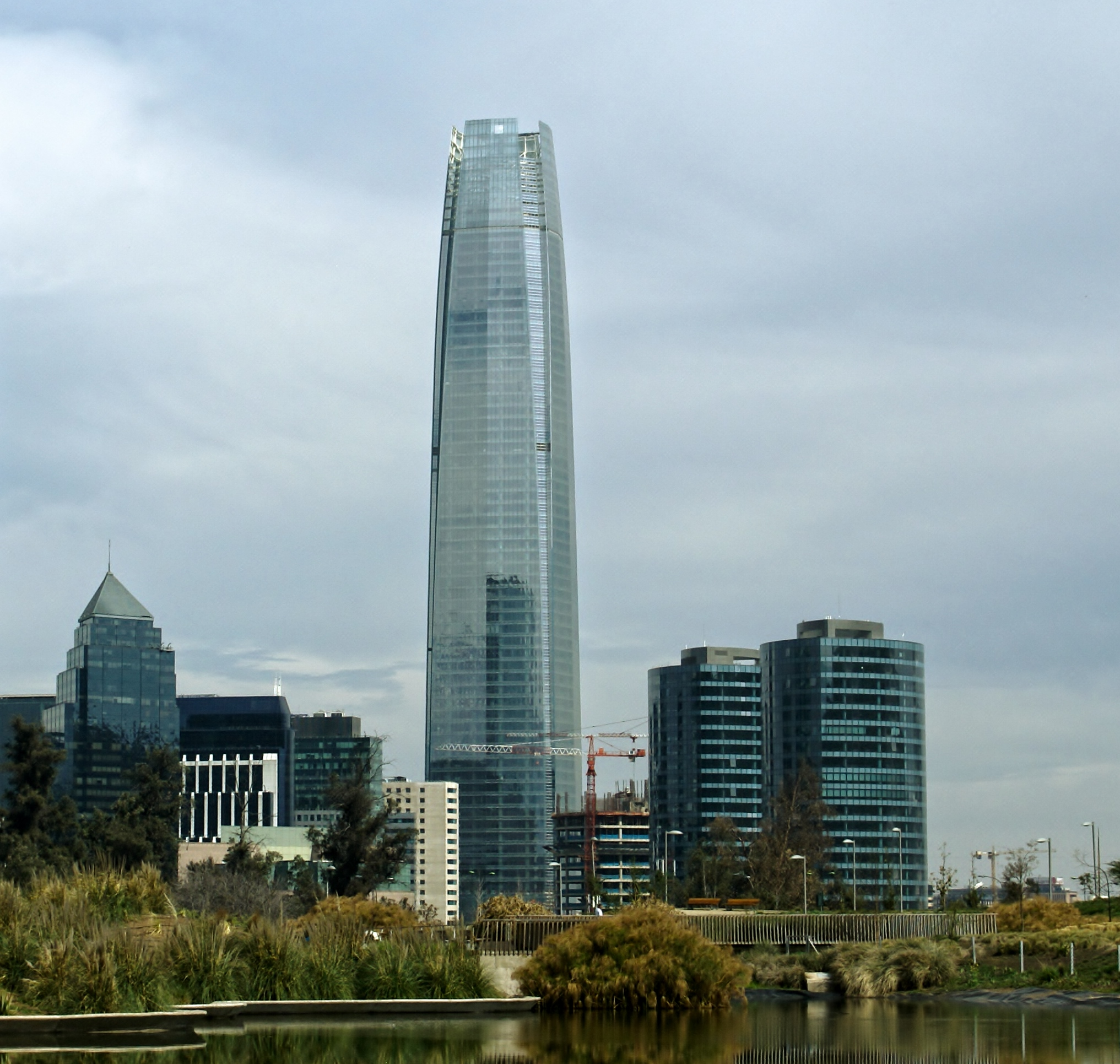
Сентябрь 2013
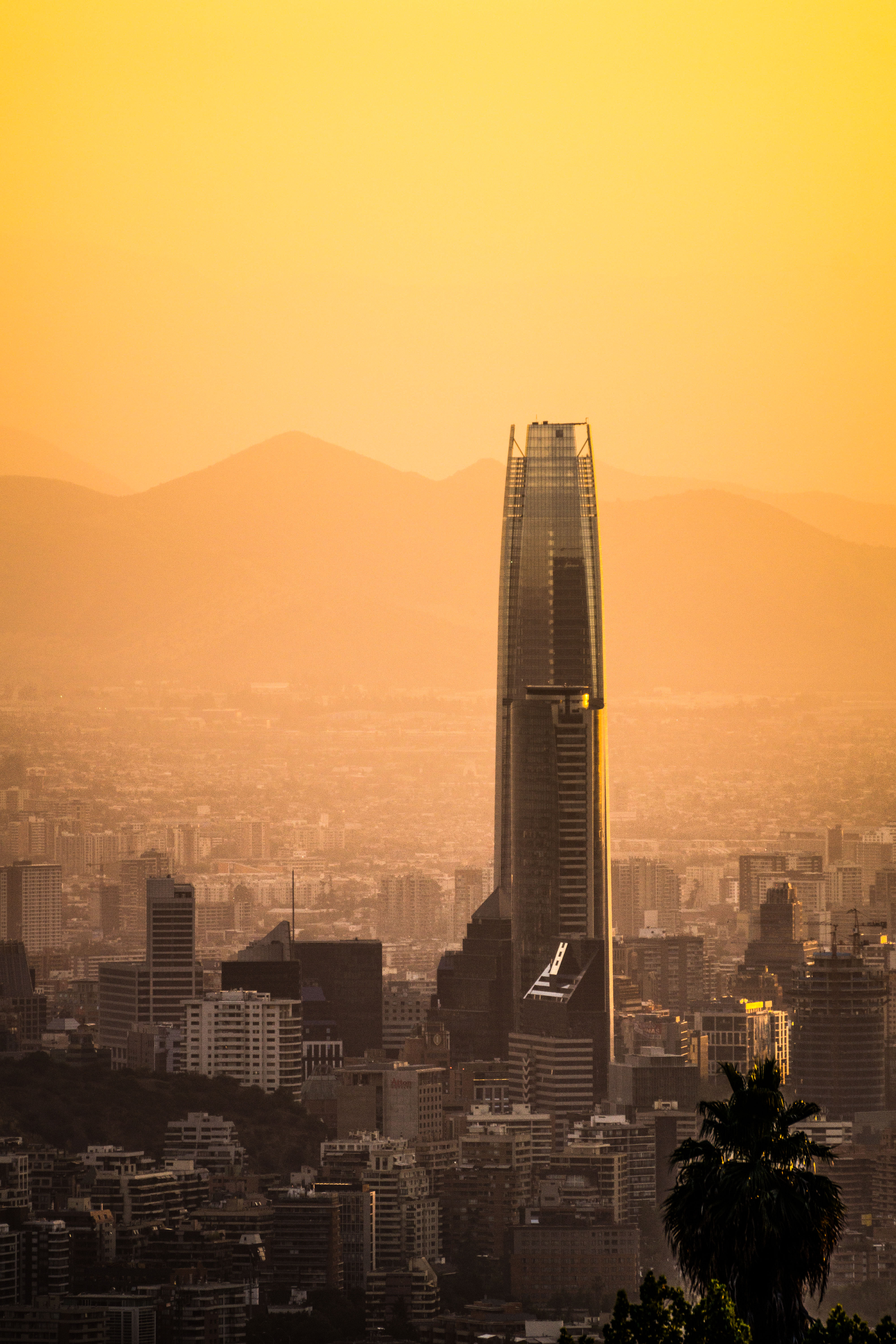
Декабрь 2013
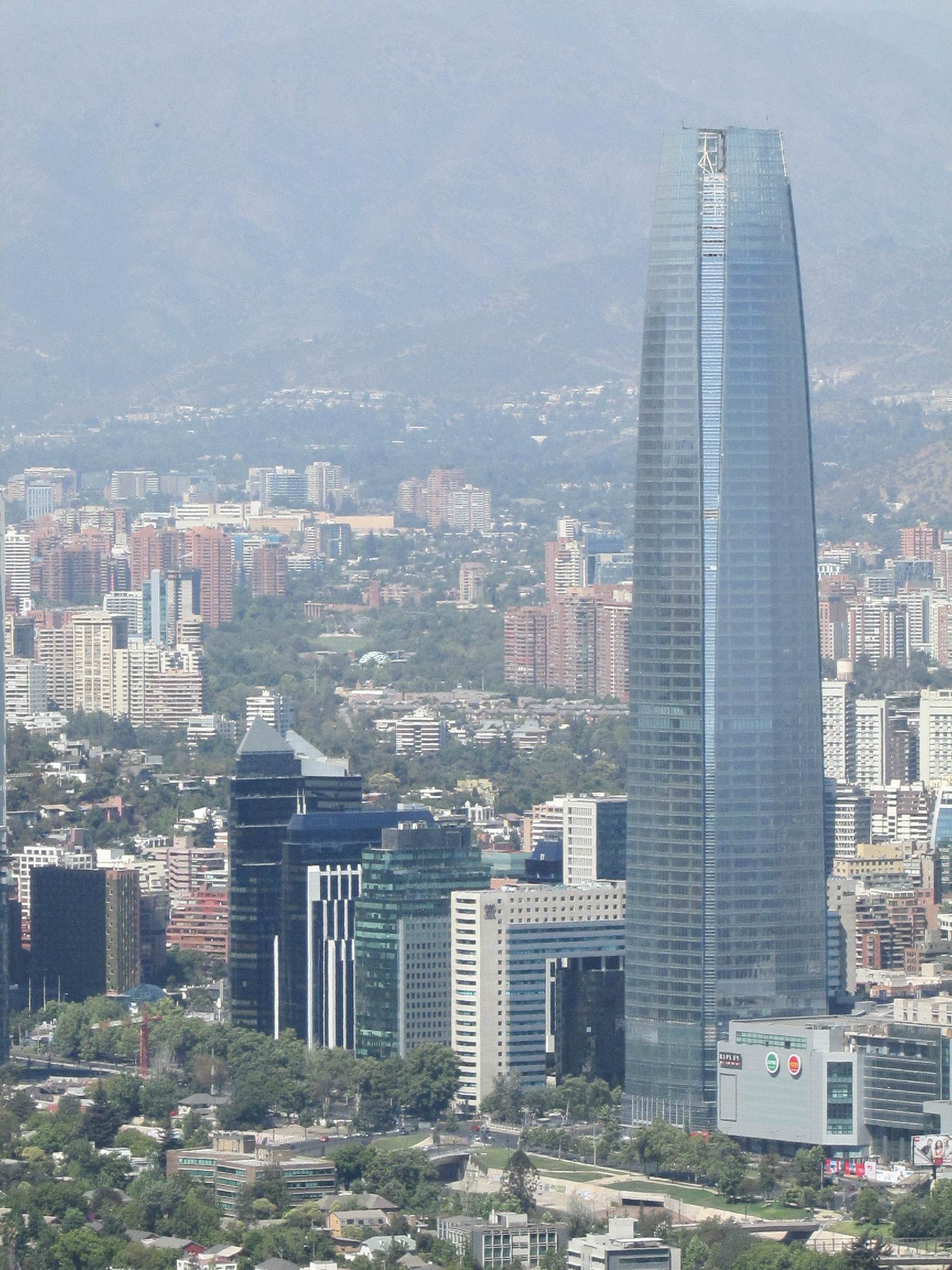
Январь 2014